# Kenmerk van Leibniz
Het kenmerk van Leibniz of criterium van Leibniz is een convergentietest voor alternerende reeksen. Dit zijn reeksen waarvan de termen afwisselend positief en negatief zijn.

## Formulering
Gegeven een reeks met alternerende termen
{\displaystyle \sum _{n=0}^{\infty }(-1)^{n}u_{n}\ \ } met alle {\displaystyle u_{n}} zelf strikt positief.
Indien daarenboven 
- de coëfficiënten {\displaystyle u_{n}} strikt dalend zijn, dus {\displaystyle \forall n\ :\ u_{n+1}<u_{n}}
- de limiet {\displaystyle \lim _{n\to \infty }u_{n}\ =\ 0}

Dan is de reeks convergent.
Hierbij dient te worden opgemerkt dat de eisen betreffende het dalend zijn van de reekstermen {\displaystyle u_{n}} ook volstaan indien dit pas vanaf een zekere minimale indexwaarde {\displaystyle N} het geval is. De convergentie of divergentie van een reeks wordt immers niet veranderd wanneer een eindig aantal termen aan het begin van een reeks worden weggelaten (of toegevoegd). In het hierna volgend bewijs wordt daarom gemakshalve verondersteld dat de eisen betreffende het dalen vanaf de eerste term voldaan zijn. Dit doet niets af aan de algemeenheid van het bewijs.
Men maakt bij alternerende reeksen het onderscheid tussen
- Absolute convergentie: De reeks :{\displaystyle \sum _{n=0}^{\infty }(-1)^{n}u_{n}\ \ } is absoluut convergent indien de reeks :{\displaystyle \sum _{n=0}^{\infty }u_{n}\ \ }  convergeert.
- Relatieve convergentie: De reeks :{\displaystyle \sum _{n=0}^{\infty }(-1)^{n}u_{n}\ \ } is relatief convergent indien ze zelf convergeert maar de reeks :{\displaystyle \sum _{n=0}^{\infty }u_{n}\ \ } divergeert.

Intuïtief kan men stellen: de aanwezigheid van de alternerende tekens maakt dat een reeks meer kans maakt te convergeren omdat de opeenvolgende termen elkaar bij wijze van spreken tegenwerken om een grote gezamenlijke som op te bouwen. Bij een reeks waarvan alle termen hetzelfde teken hebben werken de termen wel samen. Zo is de harmonische reeks divergent, maar de alternerende harmonische reeks convergent.

## Bewijs

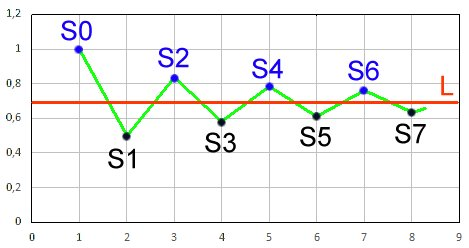
De eerst acht partieelsommen van de alternerende harmonische reeks, die convergeert. De partieelsommen met even index (blauw) vormen een dalende rij, de partieelsommen met oneven index (zwart) een stijgende rij. Beide rijen convergeren naar de reekssom (rode lijn).

Het bewijs is gebaseerd op de k-de partieelsom {\displaystyle S_{k}\ =\ \sum _{n=0}^{k}(-1)^{n}u_{n}}
De partieelsom stijgt en daalt afwisselend wegens het alterneren van de reeks maar na een stijging volgt steeds een daling die in absolute waarde kleiner is dan de stijging omdat de termen {\displaystyle u_{n}} dalend zijn. Om dezelfde reden wordt elke daling gevolgd door een stijging die kleiner is dan de absolute waarde van die daling. Dit heeft twee gevolgen:
- De partieelsommen met even index {\displaystyle S_{2k}} zijn dalend: {\displaystyle S_{0}\ >\ S_{2}\ >\ S_{4}...}
- De partieelsommen met oneven index {\displaystyle S_{2k+1}} zijn stijgend: {\displaystyle S_{1}\ <\ S_{3}\ <\ S_{5}...}

Verder volgt uit
{\displaystyle S_{2k+1}\ =\ S_{2k}\ -\ u_{2k+1}}
dat
{\displaystyle S_{2k}\ >\ S_{2k+1}}
want {\displaystyle u_{2k+1}} is positief.
Door dit alles te combineren kan men schrijven:
{\displaystyle S_{1}\ <\ S_{2k+1}\ <\ S_{2k}\ <\ S_{0}}
De partieelsommen met even index {\displaystyle 2k} zijn dalend maar allen groter dan {\displaystyle S_{1}}. De rij van die partieelsommen is dus dalend en naar onder begrensd en heeft dus een eindige limiet heeft.
{\displaystyle \lim _{k\to \infty }S_{2k}\ =\ L1}
De partieelsommen met oneven index {\displaystyle 2k+1}zijn stijgend maar allen kleiner dan {\displaystyle S_{0}}. De rij van die partieelsommen is dus stijgend en naar boven begrensd en heeft dus een eindige limiet heeft.
{\displaystyle \lim _{k\to \infty }S_{2k+1}\ =\ L2}
Nu moet nog enkel aangetoond worden dat deze twee limietwaarden gelijk zijn:
{\displaystyle L1\ -\ L2\ =\ \lim _{k\to \infty }S_{2k}\ -\ \lim _{k\to \infty }S_{2k+1}\ =\ \lim _{k\to \infty }u_{2k+1}=0}
Dit betekent dat de limiet van de rij partieelsommen bestaat en dus dat de reeks convergent is.

## Een partieelsom als benadering van de reekssom
Indien een alternerende reeks convergeert kan een partieelsom {\displaystyle S_{k}} gebruikt worden als benadering van de totale reekssom {\displaystyle L}. De fout die dan gemaakt wordt is hoogstens gelijk aan de eerste niet gebruikte term:
{\displaystyle \left|S_{k}\ -L\right|\ \leq \ u_{k+1}}
waarbij
{\displaystyle L\ =\ \sum _{n=0}^{\infty }(-1)^{n}u_{n}\ \ }
Dit kan als volgt bewezen worden:
- Het geval dat {\displaystyle k} even is: dan is de {\displaystyle k}-de partieelsom {\displaystyle S_{k}} groter dan de reekssom {\displaystyle L} zodat

{\displaystyle \left|S_{k}\ -L\right|\ =\ S_{k}\ -\ L\ <\ S_{k}\ -\ S_{k+1}\ =\ a_{k+1}}
- Het geval dat {\displaystyle k} oneven is: dan is de {\displaystyle k}-de partieelsom {\displaystyle S_{k}} kleiner dan de reekssom {\displaystyle L} zodat

{\displaystyle \left|S_{k}\ -L\right|\ =\ L\ -\ S_{k}\ <\ S_{k+1}\ -\ S_{k}\ =\ a_{k+1}}

## Voorbeelden
Het kenmerk vereist dat drie voorwaarden voldaan zijn: de termen moeten alterneren, dalen en limiet nul hebben. 
- Voorbeeld 1

{\displaystyle \sum _{n=0}^{\infty }(-1)^{n}{\frac {n+1}{n^{2}+2}}}
De termen zijn alternerend want het product van {\displaystyle (-1)^{n}} met een strikt positieve breuk.
{\displaystyle \lim _{n\to \infty }{\frac {n+1}{n^{2}+2}}\ =\ 0}  door toepassing van de regel van de l'Hopital. 
Zijn de termen dalend? We vergelijken twee opeenvolgende termen:
{\displaystyle u_{n+1}\ <?\ u_{n}}
ingevuld:
{\displaystyle {\frac {n+2}{n^{2}+2n+3}}\ <?\ {\frac {n+1}{n^{2}+2}}}
Gezien de noemers positief zijn blijft de ongelijkheid in de volgende stap in dezelfde richting staan:
{\displaystyle (n+2)(n^{2}+2)\ <?\ (n+1)\cdot (n^{2}+2n+3)}
Door de haakjes uit te werken:
{\displaystyle n^{3}+2n^{2}+2n+4<n^{3}+3n^{2}+5n+3}
Dit laatste is waar voor voldoende grote {\displaystyle n}. Beide leden van de ongelijkheid hebben eenzelfde aantal derde machten zodat op basis daarvan nog geen beslissing kan genomen worden, maar het linkerlid heeft een groter aantal tweede machten van {\displaystyle n}. De opeenvolgende stappen kunnen ook in terugkerende  volgorde afgelegd worden. De termen van de reeks zijn dus dalend, en de reeks zelf is convergent.
- Voorbeeld 2 (met alternatieve methode om het dalend aspect na te gaan)

{\displaystyle \sum _{n=1}^{\infty }(-1)^{n}{\frac {ln(n)}{n}}}
De termen zijn alternerend want het product van {\displaystyle (-1)^{n}} met een strikt positieve breuk.
{\displaystyle \lim _{n\to \infty }{\frac {ln(n)}{n}}\ =\ 0}  door toepassing van de Regel van de l'Hôpital.
Zijn de termen dalend? De methode uit het eerst voorbeeld kan hier niet worden toegepast. Een alternatief is de variabele {\displaystyle n} te vervangen door een reële variabele {\displaystyle x} zodat een reële functie ontstaat. Als men kan aantonen dat deze functie dalend is zijn de termen van de reeks dat ook want ze liggen op deze functie. Nagaan of een functie dalend is kan gebeuren door na te gaan of haar afgeleide negatief is (Het volstaat dat dit zo is vanaf een minimumwaarde van {\displaystyle x}).
In dit geval is die functie:
{\displaystyle f(x)\ =\ {\frac {ln(x)}{x}}\ \ } met als afgeleide {\displaystyle f('x)\ =\ {\frac {1-ln(x)}{x^{2}}}}
De noemer van de afgeleide is een kwadraat en dus steeds positief. De teller is negatief van zodra {\displaystyle x} groter is dan het getal {\displaystyle e}. Dit laat toe te zeggen dat de afgeleide negatief is voor voldoende grote waarden van {\displaystyle x} en dus dat de termen van de reeks dalend zijn voor voldoende grote waarden van {\displaystyle n}.      
De reeks voldoet dus aan de drie voorwaarden en is convergent.